# Judaizante
El término judaizante en la actualidad está  restringido al uso historiográfico, y presenta cierta polisemia (reflejada en las definiciones del Diccionario de la lengua española), y puede hacer referencia:
- a quien se convierte al judaísmo.[3]
- a quien, siendo de otra religión (especialmente el cristianismo):

- practica públicamente ritos y ceremonias del judaísmo.
- practica ocultamente el judaísmo (postura denominada académicamente «criptojudaísmo»);

- a quien, independientemente de sus creencias y prácticas religiosas, se le atribuía socialmente la propensión a judaizar, por razón de su condición étnica o ascendencia, y era objeto de una fortísima discriminación:

- particularmente, en los reinos cristianos de la península ibérica durante la Baja Edad Media y el Antiguo Régimen (especialmente en la Corona de Castilla y el Reino de Portugal, pero también en los de la Corona de Aragón y en el reino de Navarra), era la situación de aquellas personas a quienes se denominaba marranos, cuya condición como «cristianos nuevos» la vivían de manera muy diferente;
- particularmente, en Mallorca, era la situación de la comunidad que recibió el nombre de chuetas.